# Accident d'un C-17 de l'U.S. Air Force en Alaska
Le 28 juillet 2010, un C-17 Globemaster III, appartenant à l'U.S. Air Force (USAF), s'est écrasé à proximité de la Elmendorf Air Force Base, en Alaska, alors qu'il effectuait un vol d'entraînement en vue d'une démonstration lors de l'Arctic Thunder Air Show (en). Les quatre membres d'équipage présents à bord ont été tués. Il s'agit actuellement du seul accident mortel impliquant un C-17.
L'enquête qui a suivi a imputé cet accident à une erreur de pilotage, conduisant à un décrochage de l'appareil et une perte de contrôle à basse altitude.

## Avion

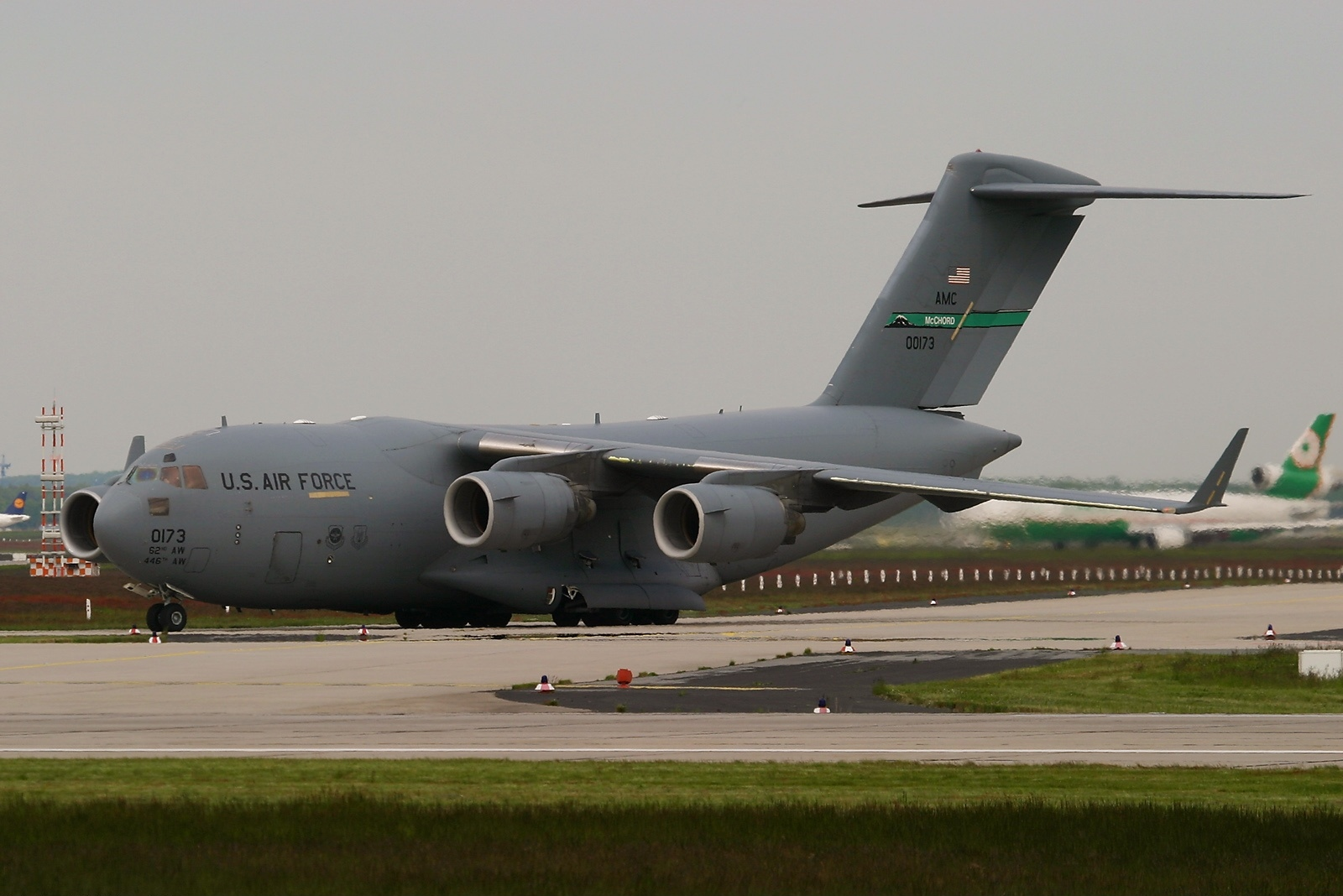
00-0173, le C-17 impliqué dans l'accident, ici à l'aéroport de Francfort-sur-le-Main en mai 2005.

L'appareil était un C-17 Globemaster III, un avion de transport militaire quadrimoteur construit par Boeing en 2001. Il appartenait à la 3e Escadre (3 WG) et opérait conjointement avec le 176e Escadron (176 WG) à la Elmendorf Air Force Base, situé près du centre-ville d'Anchorage. Il portait le numéro de série de l'USAF « 00-0173 » et était nommé Spirit of the Aleutians.
L'U.S. Air Force dispose de 222 C-17 en service dans l'Air Force active, l'Air Force Reserve Command et l'Air National Guard (ANG), ce type d'appareil étant basé à la base aérienne d'Elmendorf depuis juin 2007. Au moment de l'accident, la base avait huit de ces avions, exploités conjointement par une organisation en service actif de l'armée de l'air, le 517e Escadron de transport aérien (en) de la 3e Escadre, et une unité de la Garde nationale aérienne de l'Alaska, le 249e Escadron de transport aérien (en) de la 176e Escadre.

## Équipage
Les quatre membres d'équipage à bord sont les majors Michael Freyholtz et Aaron Malone, pilotes affectés au 249e Escadron de la Garde nationale aérienne de l'Alaska, ainsi que le capitaine Jeffrey Hill, qui est affecté au 517e Escadron de transport aérien de l'armée de l'air en service actif à la base aérienne d'Elmendorf, et le sergent-chef principal Thomas E. Cicardo, responsable de chargement au sein du 249e Escadron de transport aérien.

## Accident

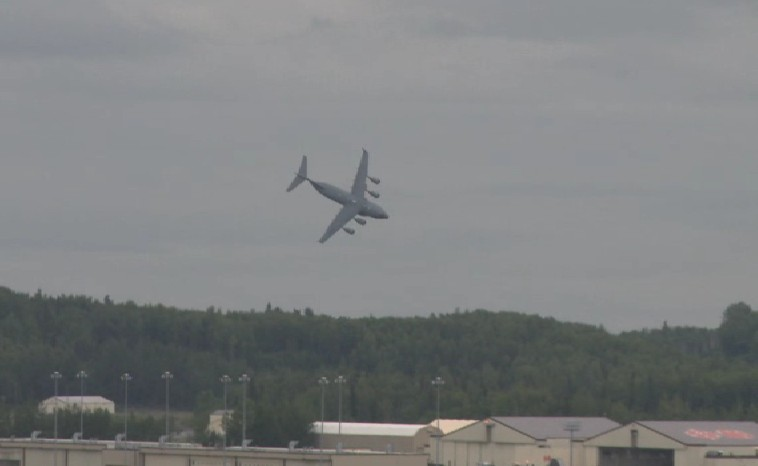
Photo montrant le C-17 quelques instants avant l'accident.

Ce mercredi de juillet 2010, l'équipage effectue un vol d'entraînement, en vue de la prochaine édition de l'Arctic Thunder Air Show (en), qui se tiendra à la base aérienne d'Elmendorf du 31 juillet au 1er août. Le C-17 est fréquemment présenté dans les spectacles aéronautiques américains, soulignant sa capacité de décollage et d'atterrissage sur des pistes courtes. Il avait déjà effectué plusieurs autres vols plus tôt dans la journée, avec un équipage différent.
Vers 18h22, le C-17 a décollé de la piste 06 pour s'entraîner à effectuer les manœuvres de routine affichées sur le planning de vol. Après la montée initiale, suivie d'un virage à gauche, le pilote a exécuté un virage serré sur la droite.
Lorsque l'avion s'est incliné à droite, le système d'alarme de décrochage s'est activé pour alerter l'équipage d'une perte de portance imminente. Au lieu de mettre en œuvre les procédures de sortie de décrochage, le pilote aux commandes a poursuivi son virage et l'avion est alors entré dans un décrochage à basse altitude, dont la sortie n'a pas été possible. 
L'avion s'est écrasé dans la forêt à proximité et a explosé à l'impact, formant une boule de feu qui s'est élevée à environ 230 m dans les airs, à environ 3 km de la base aérienne.

## Conséquences
Les débris de l'appareil accidenté ont été répandues sur une portion de 60 m des voies ferrées appartenant à l'Alaska Railroad, qui permettent le transport quotidien des trains de passagers et de marchandises à travers la zone proche de la base, au nord jusqu'à Wasilla, bien qu'aucun train ne devait circuler dans ce secteur au moment de l'accident.

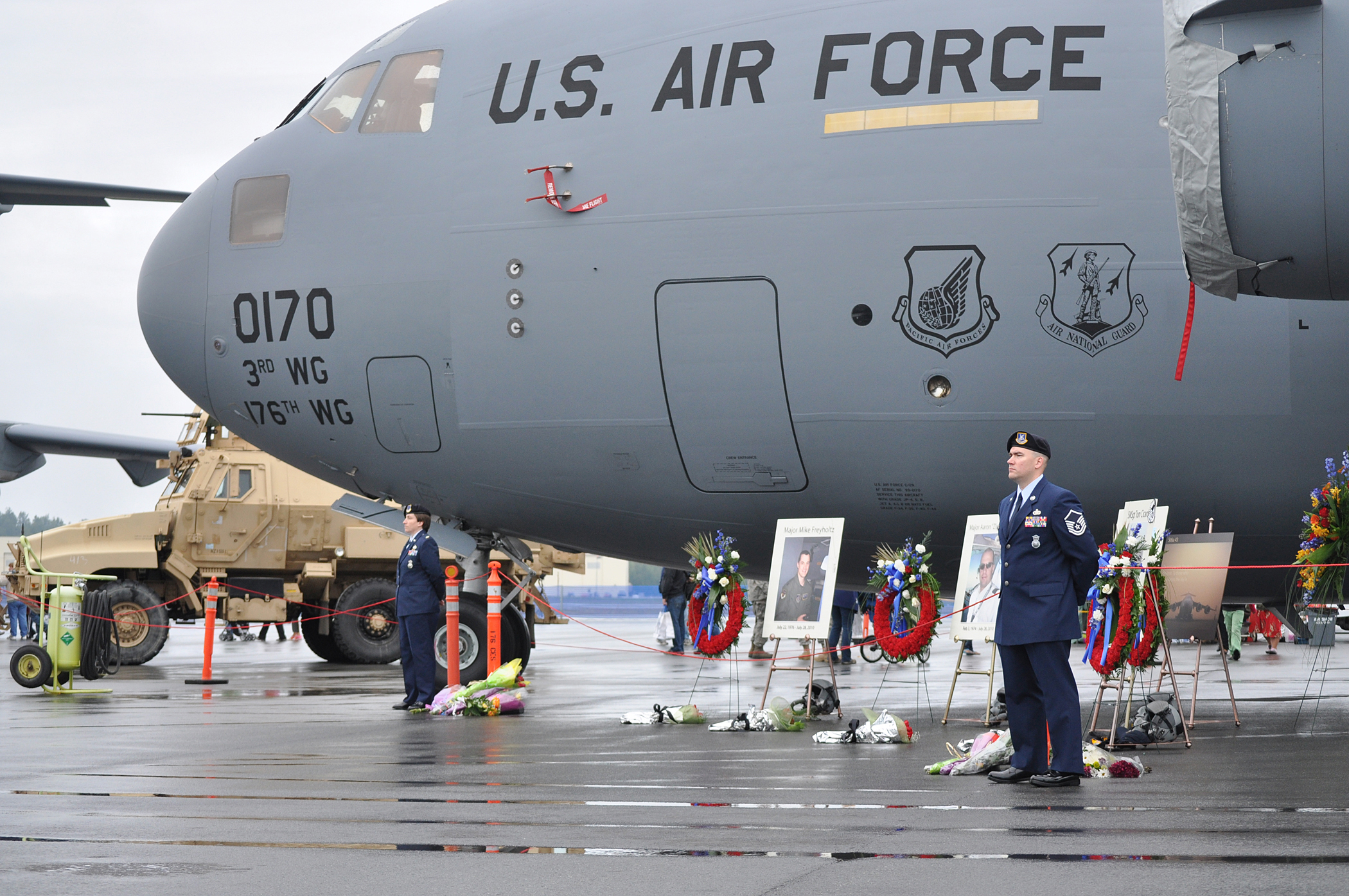
Mémorial rendant hommage aux membres d'équipage décédés, à côté d'un autre C-17 lors de l', trois jours après l'accident.

Les réparations de la voie ferrée voisine ont entraîné la suspension des services de transport de fret, et le détournement des trains de passagers par bus. Le spectacle aérien s'est déroulé comme prévu en hommage aux quatre membres d'équipage morts dans l'accident.

## Enquête
Le rapport d'enquête sur l'accident a été publié le 13 décembre 2010. Il l'impute à une erreur des pilotes, déclarant que l'excès de confiance de l'équipage concernant l'exécution agressive d'un virage à droite a conduit à un décrochage à basse altitude et à une perte de contrôle ultérieur, malgré les avertissements correctement fournis par le système d'alerte de décrochage, auquel ni le pilote, ni aucun des autres membres de l'équipage n'ont réagi efficacement.
Cet accident présente des similitudes significatives avec l'accident d'un bombardier B-52 en 1994, survenue à la Fairchild Air Force Base, dans l'État de Washington. Dans les deux cas, la chaîne de commandement de l'unité locale de l'USAF n'a apparemment pas réussi à empêcher les pilotes impliqués de développer des pratiques de vol délibérément dangereuses lors des démonstrations aériennes avec les avions de grande taille, comme le B-52 ou le C-17.